# Organizație neguvernamentală
O organizație neguvernamentală (abreviat ONG) este o instituție care lucrează independent față de activitatea guvernului, deși unele ONG-uri sunt parțial sau integral finanțate de acesta. Sunt de obicei entități nonprofit și multe dintre ele sunt active în umanitarism sau științe sociale; pot include, de asemenea, cluburi și asociații care oferă servicii membrilor lor și altora. Sondajele indică faptul că ONG-urile au un grad ridicat de încredere publică , ceea ce le poate face un indicator util pentru preocupările societății și ale părților interesate. Cu toate acestea, ONG-urile pot fi, de asemenea, grupuri de lobby pentru corporații⁠(en)[traduceți], cum ar fi Forumul Economic Mondial.
Helmut K. Anheier estimează numărul organizațiilor neguvernamentale internaționale la peste 40.000.
Numărul celor naționale este și mai mare: Rusia are 400.000 de ONG-uri.
Se estimează că India ar avea  1 până la 2 milioane de ONG-uri.
Termenul, așa cum este folosit astăzi, a fost introdus pentru prima dată în articolul 71 din nou-formata Carte a Națiunilor Unite în 1945. Deși nu există o definiție fixă sau formală pentru ceea ce sunt ONG-urile, acestea sunt, în general, definite ca entități nonprofit care sunt independente. de influență guvernamentală — deși pot primi finanțare guvernamentală. 
Potrivit Departamentului ONU pentru Comunicații Globale, un ONG este „un grup de cetățeni voluntari, fără scop lucrativ, care este organizat la nivel local, național sau internațional pentru a aborda probleme în sprijinul binelui public”. 
Acestea fiind spuse, termenul de „ONG” este folosit în mod inconsecvent și uneori este folosit sinonim cu organizația societății civile (OSC), care este orice asociație fondată de cetățeni. În unele țări, ONG-urile sunt cunoscute ca organizații nonprofit, iar partidele politice și sindicatele sunt uneori considerate și ONG-uri.
Există multe clasificări diferite ale ONG-urilor în uz. Cea mai comună focusare este acordată „orientării” și "nivelului de funcționare". Orientarea ONG-urilor se referă la tipul activităților pe care le desfășoară. Aceste activități ar putea include:
- drepturile omului,
- protecția mediului,
- îmbunătățirea sănătății,
- dezvoltarea muncii.
- protecția consumatorului.

## Istorie
Organizațiile internaționale non-guvernamentale au o istorie care datează cel puțin din secolul al XVIII-lea. Se estimează că până în 1914 au fost înregistrate 1083 ONG-uri. Expresia organizație neguvernamentală a intrat în uz odată cu înființarea Organizației Națiunilor Unite în 1945 cu prevederile art. 71 din capitolul 10 din Carta Organizației Națiunilor Unite. Definiția Organizație internaționale non-guvernamentală (INGO) este dată mai întâi în Rezoluția 288 (X) a ECOSOC din 27 februarie 1950: orice organizație internațională care nu este fondată de un tratat internațional. Rolul vital al ONG-urilor și al altor grupuri majore în dezvoltarea durabilă a fost recunoscut în capitolul 27  al Agendei 21, ceea ce a dus la aranjamente intense pentru o relație consultativă între Organizația Națiunilor Unite și organizațiile neguvernamentale.

## Clasificare

### Orientare
- Orientarea caritabilă implică adesea un efort de sus în jos, cu puține participări sau contribuții din partea beneficiarilor. Acesta include ONG-uri cu activități orientate spre satisfacerea nevoilor grupurilor de persoane dezavantajate.
- Orientarea pe prestații de servicii include ONG-uri ce oferă servicii de sănătate, planificare familială sau educație,etc. Programul se stabilește de ONG, care identifică potențiali beneficiari pentru oferirea serviciilor, ce trebuie să participe la activități, în procesul de implementare a proiectului.
- Orientarea spre participare și implicare  se caracterizează prin proiecte de auto-ajutor în care populația locală participă activ în implementarea unui proiect prin oferirea contribuțiilor financiare, instrumentelor de lucru, terenurilor, materialelor, forței de muncă etc. În proiectele de dezvoltare comunitară clasică participarea începe cu definirea necesităților și nevoilor comunității, planificare și implementare.
- Orientarea spre dezvoltarea abilităților, oferirea asistenței oamenilor săraci să înțeleagă mai clar factorii sociali, politici și economici, care le afectează viața, cu scopul sporirii și conștientizării propriului potențial.[21]

### Nivel de funcționare
- Organizații bazate pe comunitate  provin din inițiative proprii ale oamenilor. Aceștia pot fi responsabili pentru creșterea conștiinței săracilor din mediul urban, ajutându-i să-și înțeleagă drepturile în ceea ce privește accesul la serviciile necesare și modalitatea de prestare a acestor servicii.
- Instituțiile la nivel de orașe mari cuprind organizații precum camere de comerț și industrie, parteneriate de afaceri, grupuri etnice sau educaționale, precum și asociații ale organizațiilor comunitare.
- ONG-urile statale includ organizații de stat, asociații și grupuri. Unele ONG-uri de stat lucrează, de asemenea, sub îndrumarea ONG-urilor naționale și internaționale.
- ONG-urile naționale includ organizații naționale, cum ar fi YMCA / YCAA, asociații profesionale și grupuri similare. Unii au sucursale de stat și de oraș și ajută ONG-urile locale.
- ONG-urile internaționale se extind de la agenții seculare, cum ar fi Salvați Copiii, la grupuri motivate religios. Aceștia pot fi responsabili pentru finanțarea ONG-urilor locale, instituții și pentru implementarea proiectelor.[21]

În afară de ONG, există termeni alternativi, printre care: organizație de voluntari, organizație non-profit, organizație a societății civile, organizație de inițiativă locală, organizație mișcării sociale, organizație privată de voluntari, actor non-statal.

## Structura

### Personal
Unele ONG-uri se bazează pe personal plătit; altele se bazează pe voluntari. Deși multe ONG-uri folosesc personal internațional în țările în curs de dezvoltare, altele se bazează pe angajați sau voluntari locali. Personalul străin poate satisface un donator care dorește să vadă proiectul susținut gestionat de o persoană dintr-o țară industrializată. Expertiza acestor angajați (sau voluntari) poate fi contrabalansată de mai mulți factori: costul străinilor este de obicei mai mare, aceștia nu au conexiuni de bază în țară și expertiza locală poate fi subevaluată. 

### Finanțare
ONG-urile sunt de obicei finanțate prin donații, dar unele evită finanțarea oficială și sunt conduse de voluntari. ONG-urile pot avea statut de caritate sau pot fi scutite de impozite, ca recunoaștere a scopurilor lor sociale. Altele pot fi fronturi pentru interese politice, religioase sau de altă natură. De la sfârșitul anului al doilea război mondial, ONG - urile au avut un rol mai important în dezvoltarea internațională, în special în domeniul asistenței umanitare și reducerea sărăciei.
Sursele de finanțare includ cotizațiile de membru, vânzarea de bunuri și servicii, granturi de la instituții internaționale sau guverne naționale și donație|donații private. Prin donație înțelegem inclusiv sponsorizări de la companii. Deși termenul de „organizație neguvernamentală” implică independența față de guverne, multe ONG-uri depind de finanțarea guvernamentală;

## Organizațiile neguvernamentale în România
În România, în Legea nr. 246/2005 pentru aprobarea Ordonanței Guvernului nr. 26/2000 cu privire la asociații și fundații, se precizează că organizațiile neguvernamentale sunt persoane juridice constituite de persoane fizice sau persoane juridice care urmăresc desfășurarea unor activități în interes general sau în interesul unor colectivități locale ori, după caz, în interesul lor personal nepatrimonial.
În România persoanele fizice au posibilitatea de a redirecționa 3,5% % din impozitul pe venit către organizațiile neguvernamentale.
Un studiu realizat în anul 2010 arată că doar 60 % dintre cei care realizează venituri știu despre această posibilitate.
Iar, din cei care sunt informați cu această posibilitate, doar ceva mai mult de jumătate au și acționat concret în acest sens, în 2009 suma donată în total fiind de 117,3 milioane de lei.
În topul beneficiarilor se află biserica sau fundațiile bisericești, care au beneficiat de fonduri din partea a 29 % din cei care au redirecționat (34 de milioane de lei adică 29 %).
La o distanță considerabilă se situează SMURD (10%), Salvați copiii (9 %), Copii în dificultate (6 %) și Crucea Roșie (aproximativ 6 %).
De asemenea, aproximativ 8 % dintre persoane au redirecționat 2 % din impozitul pe venit către diverse școli sau fundații care sprijină educația sau cultura.
În anul 2008 suma donată prin redirecționarea a 2 % din impozitul pe venit a fost de 48 de milioane lei.
În anul 2011, suma donată a fost de peste 27 de milioane de euro.
1.648.313 de contribuabili au redirecționat 2% din impozitul pe venit, de peste zece ori mai mulți decât în 2005, când doar 145.000 de persoane au profitat de această oportunitate.
O altă modalitate de finanțare a organizațiilor neguvernamentale este sponsorizarea de la companii. Companiile înregistrate în România beneficiază de o faciltate fiscală în urma efectuării sponsorizărilor. Acestea pot să ''deducă'' sponsorizările efectuate în limita a 20 % din impozitul pe profit datorat dar nu mai mult de 0,75% din cifra de afaceri realizată de companie. În cazul companiilor care datorează impozit pe venit, acestea pot să deducă sponsorizările în limita a 20% din impozitul pe venit datorat bugetului de stat.
Ca și modalitate de finanțare, legislația din România permite organizațiilor neguvernamentale (asociații și fundații) să desfășoare activități economice. Odată ce ONG-ul este autorizat să desfășoare activități economice, departamentul în cauză funcționează ca o companie, profiturile realizate putând fi folosite strict pentru finațarea proiectelor pe care ONG-ul le are.

### Statutul de utilitate publică
În baza OG 26/2000, recunoașterea statutului de utilitate publică conferă asociației sau fundației o serie de obligații și drepturi, printre care dreptul de a i se atribui în folosință gratuită bunuri proprietate publică, dreptul preferențial la resurse provenite din bugetul de stat și din bugetele locale, obligația de a menține cel puțin nivelul activității și performanțele care au determinat recunoașterea.

## Organizațiile neguvernamentale în Republica Moldova
Primul angajament civic, începe după destrămarea URSS și durează până la apariția statului Republica Moldova. Instituirea propriu-zisă are ca start proclamarea suveranității și independenței Republicii Moldova și durează până la adoptarea Legii privind Asociațiile obștești din 1996.
Filantropul american George Soros, în 1987, a înființat în Uniunea Sovietică, împreună cu câțiva intelectuali ruși, prima Fundație ce promova societatea deschisă, după care a deschis Fundații similare în celelalte republici exsovietice.  În contextul noilor realități sociale interne și internaționale, la 25 august 1989, Prezidiul Sovietului Suprem al RSSM a fost nevoit să adopte un decret special „Cu privire la modul provizoriu de înregistrare a formațiunilor obștești ale cetățenilor în RSSM”.
În anul 1992 este înființată Fundația Soros-Moldova, organizație neguvernamentală, nonprofit și apolitică. Au fost înregistrate birouri ale organizațiilor neguvernamentale internaționale: Fundația Internațională pentru Sisteme Electorale (IFES-Moldova), Amnesty International Moldova. Tot în perioada respectivă au fost înființate primele ONG-uri naționale: Mișcarea Ecologistă din Moldova, Fundația „Viitorul” (înregistrată în iunie 1993, ulterior devine Institutul pentru Dezvoltare și Inițiative Sociale „Viitorul”)
În anul 1995 a fost creat Centrul Național de Asistență și Informare a ONG-urilor din Moldova CONTACT, proiect cofinanțat de Fundația SOROS- Moldova și Programul pentru Democrație Phare/Tacis, înregistrat la Ministerul Justiției  (17 noiembrie 1995) în calitate de instituție publică. Pe parcursul activității sale CONTACT a desfășurat o activitate de succes în extinderea serviciilor Centrelor Naționale de Asistență și Informare a ONG-urilor în Moldova: Chișinău, Bălți, Cahul, Soroca, Comrat, Tiraspol și în alte peste 400 de comunități rurale.

## Organizațiile neguvernamentale în Statele Unite
În anul 2009 americanii au donat o sumă-record de 227 de miliarde de dolari în scopuri caritabile, în pofida recesiunii economice care a afectat Statele Unite.

## Statut juridic
Forma juridică a ONG-urilor este diversă și depinde de variațiile de origine ale legilor și practicilor fiecărei țări. Cu toate acestea, patru grupuri principale de familii ale ONG-urilor pot fi găsite în întreaga lume:
- Asociere neincorporată și voluntară
- Fiducia, organizații de caritate și fundații
- Companiile nu numai pentru profit
- Entitățile formate sau înregistrate în cadrul unor ONG-uri speciale sau legi non-profit